# L'Île du danger
Pour plus de détails, voir Fiche technique et Distribution.
L'Île du danger (Seagulls over Sorrento) est un film britannique de John Boulting et Roy Boulting, sorti en 1954.

## Fiche technique
- Titre original : Seagulls over Sorrento
- Titre français : L'Île du danger
- Réalisation : John Boulting et Roy Boulting
- Scénario : Roy Boulting et Frank Harvey d'après la pièce de Hugh Hastings
- Photographie : Gilbert Taylor
- Musique : Miklós Rózsa
- Pays d'origine : Royaume-Uni
- Format : Noir et blanc - 1,37:1 - Mono
- Genre : guerre
- Date de sortie : 1954

## Distribution
- Gene Kelly : 'Brad' Bradville
- John Justin : Roger Wharton
- Bernard Lee : 'Lofty' Turner
- Jeff Richards : 'Butch' Clelland
- Patrick Barr : Sinclair
- Sid James : Charley 'Badge' Badger